# St Michael Church
St Michael Church är en by i civil parish North Petherton i grevskapet Somerset, i England. Byn är belägen 9 km från Taunton. St Michaelchurch var en civil parish fram till 1933 när blev den en del av North Petherton. Civil parish hade 24 invånare år 1931. Byn nämndes i Domedagsboken (Domesday Book) år 1086, och kallades då Michaeliscerce/Michelescerca.